# Арабкерцян, Степан Христофорович
Степан Христофорович Арабкерцян (Владимир Левашов) (род. 28 сентября 1944 года, Ростов-на-Дону ) — пианист, писатель. Член Союза российских писателей (1991).

## Жизнь и творчество
Степан Христофорович родился 28 сентября 1944 года, в городе Ростове-на-Дону. Рос в семье, отличавшейся высокой музыкальной культурой, что определило его призвание.
В 1968 году С. Арабкерцян окончил Музыкально-педагогический институт им. Гнесиных (Москва). В 1969 году, и по настоящее время работает в Ростовской государственной консерватории им. С.В. Рахманинова. По профессии пианист.
Писать прозу начал в двадцатилетнем возрасте. Первая публикация — два рассказа — в 1976 году, в журнале «Дон». При этом автор пользовался разными псевдонимами. В итоге остановился на последнем — Владимир Левашов.
В 1987 году в Ростиздате вышла первая книга — повесть «Двое», а спустя два года, там же, — сборник повестей и рассказов «Третий концерт» (1989).
Наиболее значимые публикации: «Романс Радамеса», «Электричка» (рассказы) — журнал «Дон», 1976, № 8; «Мотоцикл» (рассказ) — журнал «Дон», 1977, № 12; «Поездка» (рассказ) — журнал «Дон», 1981, № 12; «Однажды ночью» (рассказ) — журнал «Литературная Россия», 1981, № 35; «Надо ли утверждать либеральные ценности?» (публицистика) — журнал «Знамя», 1993, № 12 и другие.
Прозе Владимира Левашова свойственно углублённое внимание к нравственным проблемам личности. Через драматизм, а нередко и комизм ситуаций, в которых оказываются его герои, передана атмосфера времени, названного потом «застоем».
В 1991 году С.Х. Арабкерцян (Владимир Левашов) был одним из первых принят в Союз российских писателей как прозаик.
Живёт в Ростове-на-Дону, продолжает работать в консерватории.

## Произведения С.Х. Арабкерцяна
Отдельные книги
- Двое. — Ростов н/Д: Ростиздат, 1987.
- Третий концерт. — Ростов н/Д: Ростиздат, 1989.